# Alfredo Pagani
Alfredo Pagani (ur. 6 września 1887 w Rzymie, zm. w 1984) – włoski lekkoatleta startujący w biegach płotkarskich, skoku wzwyż, skoku w dal i wielobojach.
Pagani reprezentował Królestwo Włoch podczas V Letnich Igrzyskach Olimpijskich w 1912 roku w Sztokholmie, gdzie wystartował w pięciu konkurencjach. W biegu na 110 metrów przez płotki startował w szóstym biegu eliminacyjnym, gdzie z nieznanym czasem zajął trzecie miejsce i odpadł z dalszej rywalizacji. W eliminacjach skoku wzwyż zaliczył w pierwszej próbie wysokość 1,60 m. Na kolejnej wysokości, 1,70 m spalił wszystkie trzy próby co ostatecznie uplasowało go na 28. miejscu wraz z pięcioma innymi zawodnikami. W eliminacjach skoku w dal w drugiej próbie skoczył 5,95 m co było jego najlepszą próbą i uplasowało go na 27. miejscu. W pięcioboju zajął 24. miejsce po trzech konkurencjach (jedynie najlepsza dwunastka po trzech konkurencjach brała udział w dalszej rywalizacji). Pagani zakończył udział w dziesięcioboju po siedmiu konkurencjach na 18. miejscu z dorobkiem 4425.55 punktów. Na starcie ósmej konkurencji – skoku o tyczce – nie pojawił się.
Reprezentował barwy klubu SG Roma.
Rekordy życiowe:
- bieg na 110 metrów przez płotki – 16,6 (1908)
- skok wzwyż – 1,75 m (1911)